# Natación en los Juegos Olímpicos de Londres 2012 – 200 metros combinado individual masculino
El evento de 200 metros combinado individual masculino de natación olímpica en los Juegos Olímpicos de Londres 2012 tuvo lugar entre el 1 al 2 de agosto en el Centro Acuático de Londres.

## Récords
RM=Récord mundial
RO=Récord olímpico

## Resultados
| Rank | Heat | Línea | Nombre              | Nacionalidad                  | Tiempo  | Notas |
| ---- | ---- | ----- | ------------------- | ----------------------------- | ------- | ----- |
| 1    | 3    | 4     | László Cseh         | Hungría (HUN)                 | 1:57.20 | Q     |
| 2    | 5    | 4     | Ryan Lochte         | Estados Unidos (USA)          | 1:58.03 | Q     |
| 3    | 4    | 3     | Kosuke Hagino       | Japón (JPN)                   | 1:58.22 | Q     |
| 4    | 4    | 4     | Michael Phelps      | Estados Unidos (USA)          | 1:58.24 | Q     |
| 5    | 5    | 5     | Thiago Pereira      | Brasil (BRA)                  | 1:58.31 | Q     |
| 6    | 3    | 5     | James Goddard       | Reino Unido (GBR)             | 1:58.56 | Q     |
| 7    | 5    | 3     | Markus Deibler      | Alemania (GER)                | 1:58.61 | Q     |
| 8    | 4    | 5     | Markus Rogan        | Austria (AUT)                 | 1:58.66 | Q     |
| 9    | 4    | 6     | Ken Takakuwa        | Japón (JPN)                   | 1:58.82 | Q     |
| 10   | 5    | 7     | Henrique Rodrigues  | Brasil (BRA)                  | 1:59.37 | Q     |
| 11   | 3    | 2     | Chad le Clos        | Sudáfrica (RSA)               | 1:59.45 | Q     |
| 12   | 5    | 8     | Gal Nevo            | Israel (ISR)                  | 1:59.56 | Q     |
| 13   | 5    | 6     | Daniel Tranter      | Australia (AUS)               | 1:59.70 | Q     |
| 14   | 5    | 1     | Vytautas Janusaitis | Lituania (LTU)                | 1:59.84 | Q     |
| 15   | 3    | 3     | Joe Roebuck         | Reino Unido (GBR)             | 2:00.04 | Q     |
| 16   | 2    | 6     | Andrew Ford         | Canadá (CAN)                  | 2:00.28 | Q     |
| 17   | 2    | 3     | Raphael Stacchiotti | Luxemburgo (LUX)              | 2:00.38 |       |
| 18   | 3    | 1     | Diogo Carvalho      | Portugal (POR)                | 2:00.40 |       |
| 19   | 3    | 8     | Marcin Cieślak      | Polonia (POL)                 | 2:00.45 |       |
| 20   | 4    | 8     | Federico Turrini    | Italia (ITA)                  | 2:00.63 |       |
| 21   | 3    | 7     | Darian Townsend     | Sudáfrica (RSA)               | 2:00.67 |       |
| 22   | 2    | 4     | Bradley Ally        | Barbados (BAR)                | 2:00.85 |       |
| 23   | 3    | 6     | Wang Shun           | República Popular China (CHN) | 2:00.85 |       |
| 24   | 2    | 5     | Alexander Tikhonov  | Rusia (RUS)                   | 2:01.00 |       |
| 25   | 2    | 7     | Martin Liivamagi    | Estonia (EST)                 | 2:01.09 |       |
| 26   | 2    | 1     | Andreas Vazaios     | Grecia (GRE)                  | 2:01.23 |       |
| 27   | 4    | 2     | Philip Heintz       | Alemania (GER)                | 2:01.32 |       |
| 28   | 2    | 8     | David Karasek       | Suiza (SUI)                   | 2:01.35 |       |
| 29   | 2    | 2     | Taki M'Rabet        | Túnez (TUN)                   | 2:01.41 |       |
| 30   | 4    | 1     | Wu Peng             | República Popular China (CHN) | 2:01.43 |       |
| 31   | 4    | 7     | Jayden Hadler       | Australia (AUS)               | 2:01.54 |       |
| 32   | 1    | 5     | Jung Won-Yong       | Corea del Sur (KOR)           | 2:03.33 |       |
| 33   | 1    | 4     | Maksym Shemberev    | Ucrania (UKR)                 | 2:03.40 |       |
| 34   | 1    | 3     | Nuttapong Ketin     | Tailandia (THA)               | 2:03.91 |       |
| 35   | 5    | 2     | Dávid Verrasztó     | Hungría (HUN)                 | 2:04.53 |       |
| 36   | 1    | 6     | Ensar Hajder        | Bosnia y Herzegovina (BIH)    | 2:05.70 |       |

### Semifinal

#### Semifinal 1
| Rank | Línea | Nombre              | Nacionalidad         | Tiempo  | Notas |
| ---- | ----- | ------------------- | -------------------- | ------- | ----- |
| 1    | 4     | Ryan Lochte         | Estados Unidos (USA) | 1:56.13 | Q     |
| 2    | 5     | Michael Phelps      | Estados Unidos (USA) | 1:57.11 | Q     |
| 3    | 3     | James Goddard       | Reino Unido (GBR)    | 1:58.49 | Q     |
| 4    | 7     | Gal Nevo            | Israel (ISR)         | 1:59.17 |       |
| 5    | 2     | Henrique Rodrigues  | Brasil (BRA)         | 1:59.58 |       |
| 6    | 1     | Vytautas Janusaitis | Lituania (LTU)       | 2:00.13 |       |
| 7    | 8     | Andrew Ford         | Canadá (CAN)         | 2:01.58 |       |
| —    | 6     | Markus Rogan        | Austria (AUT)        | —       | DSQ   |

#### Semifinal 2
| Rank | Línea | Nombre         | Nacionalidad      | Tiempo  | Notas |
| ---- | ----- | -------------- | ----------------- | ------- | ----- |
| 1    | 4     | László Cseh    | Hungría (HUN)     | 1:56.74 | Q     |
| 2    | 3     | Thiago Pereira | Brasil (BRA)      | 1:57.45 | Q     |
| 3    | 5     | Kosuke Hagino  | Japón (JPN)       | 1:57.95 | Q     |
| 4    | 2     | Ken Takakuwa   | Japón (JPN)       | 1:58.31 | Q     |
| 5    | 7     | Chad le Clos   | Sudáfrica (RSA)   | 1:58.49 | Q     |
| 6    | 6     | Markus Deibler | Alemania (GER)    | 1:58.88 |       |
| 7    | 8     | Joe Roebuck    | Reino Unido (GBR) | 1:59.57 |       |
| 8    | 1     | Daniel Tranter | Australia (AUS)   | 2:00.46 |       |

### Final
| Rank              | Línea | Nombre         | Nacionalidad         | Tiempo  | Notas |
| ----------------- | ----- | -------------- | -------------------- | ------- | ----- |
| Medalla de oro    | 3     | Michael Phelps | Estados Unidos (USA) | 1:54.27 |       |
| Medalla de plata  | 4     | Ryan Lochte    | Estados Unidos (USA) | 1:54.90 |       |
| Medalla de bronce | 5     | László Cseh    | Hungría (HUN)        | 1:56.22 |       |
| 4                 | 6     | Thiago Pereira | Brasil (BRA)         | 1:56.74 |       |
| 5                 | 2     | Kosuke Hagino  | Japón (JPN)          | 1:57.35 |       |
| 6                 | 7     | Ken Takakuwa   | Japón (JPN)          | 1:58.53 |       |
| 7                 | 1     | James Goddard  | Reino Unido (GBR)    | 1:59.05 |       |
| 8                 | 8     | Markus Deibler | Alemania (GER)       | 1:59.10 |       |